# Лофур сіамський

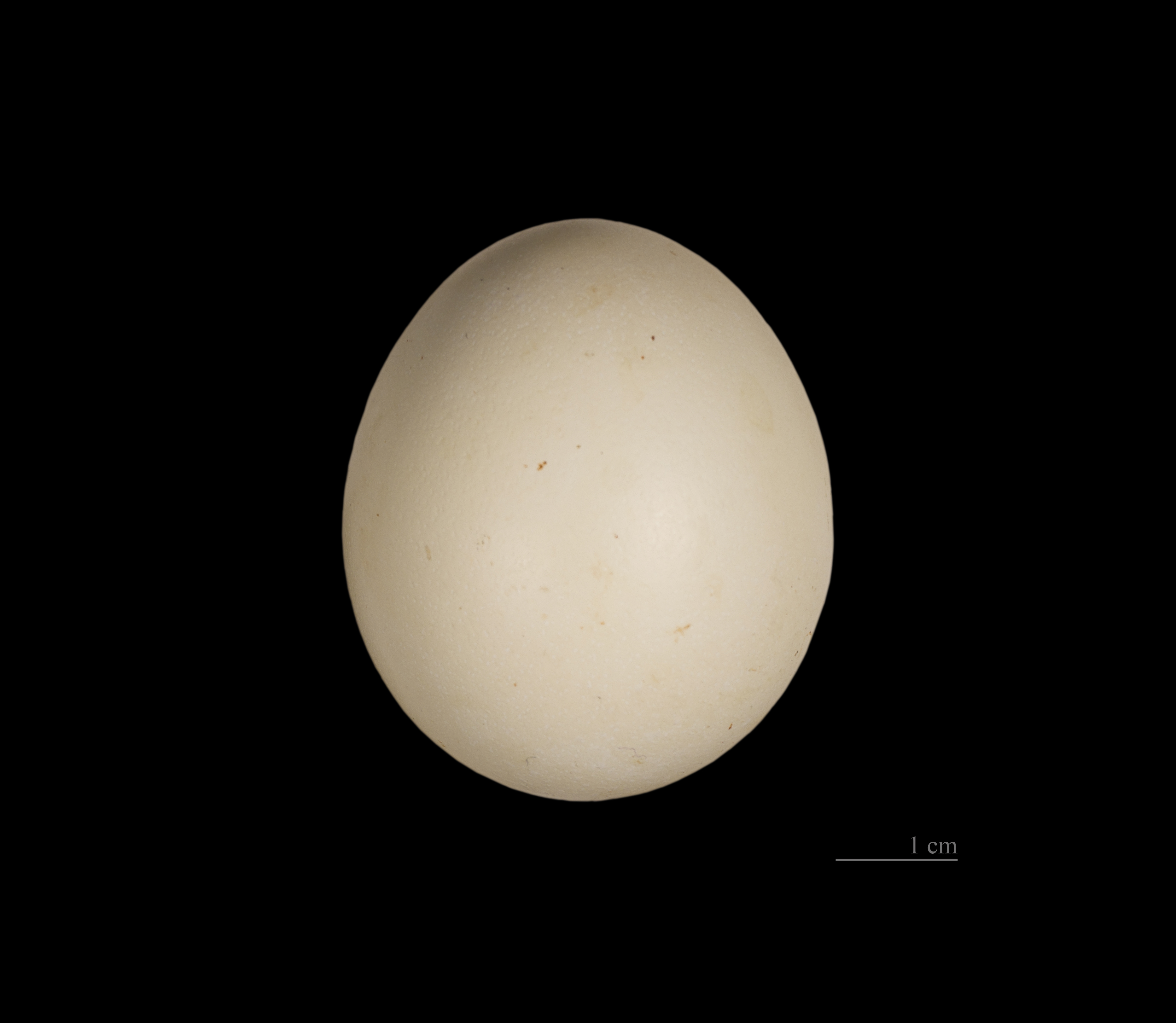
Lophura diardi

Лофур сіамський (Lophura diardi) — птах з роду лофур родини фазанові.

## Ареал і охоронний статус
Сіамська лофура зустрічається в Таїланді, Лаосі, Камбоджі і В'єтнамі. Мешкає в вічнозелених, напіввічнозелених і бамбукових лісах на висоті до 800 (1500) метрів над рівнем моря. Збирається в невеликі зграї.
Внесена в категорію видів, що знаходяться в стані, близькому до загрози зникнення і записаний до Червоного Списку Міжнародного Союзу Охорони Природи. В наш час[коли?] чисельність лофур зменшується в основному через полювання.

## Опис
Довжина дорослих птахів досягає близько 80 см. Самець забарвлений у сірі тони, з червоною шкірою «обличчя» і ніг. Пір'я на голові чорні, вигнуті. Зіниці червонувато-коричневі. Пір'я хвоста довге, вигнуте, чорнувате. Самка забарвлена в коричневі тони, пір'я хвоста і крил чорнуваті. Відкладає від чотирьох до восьми рожевих яєць.

## Назва
Наукова назва роду сходить до грец. «λόφος», що означає «пагорб». Видовий епітет даний на честь французького дослідника і натураліста П'єра-Медар Діара.